# 越南共产党中央检查委员会
越南共产党中央检查委员会（越南语：／*/?）是越南共产党中央委员会于1948年建立的纪律检查组织，负责对越共党员的监督。中央检查委员会向越南共产党中央政治局和越南共产党中央书记处负责，主任为政治局委员。知名人物有丁世兄、陈国旺等。现任主任为越南共产党中央书记处书记阮维玉。
1. ↑  . 越南人民报. 2024-10-25  [2024-10-25].